# Sendai Daikannon
Sendai Daikannon és una estàtua de 100 metres d'alçada, la 5a més gran estàtua del món. Es troba al municipi de Sendai, a 300 km al Nord-est de Tòquio, i representa Kannon, bodhisattva i deessa de la compassió; el seu nom japonès significa « Qui escolta les queixes del Món »
La deessa Kannon (en japonès 観音) pren diverses formes, femenina al Japó i a la Xina, masculina al món indi, representació del príncep hindi Avalokiteśvara.